# Diocesi di Ospita
La diocesi di Ospita (in latino: Dioecesis Hospitensis) è una sede soppressa e sede titolare della Chiesa cattolica.

## Storia
Ospita, nell'odierna Algeria, è un'antica sede episcopale della provincia romana di Numidia.
Sono tre i vescovi documentati di questa diocesi africana. Alla conferenza di Cartagine del 411, che vide riuniti assieme i vescovi cattolici e donatisti dell'Africa romana, presero parte il cattolico Bennato e il donatista Lucullo. Bennato dichiarò che nella sua diocesi non c'era alcun vescovo donatista; Lucullo spiegò che dovette fuggire dalla sua sede a causa della persecuzione subita dai cattolici.
Terzo vescovo noto è Gedalio, il cui nome appare al 110º posto nella lista dei vescovi della Numidia convocati a Cartagine dal re vandalo Unerico nel 484; Gedalio, come tutti gli altri vescovi cattolici africani, fu condannato all'esilio.
Dal 1933 Ospita è annoverata tra le sedi vescovili titolari della Chiesa cattolica; dal 23 marzo 2017 il vescovo titolare è Cristián Carlo Roncagliolo Pacheco, vescovo ausiliare di Santiago del Cile.

## Cronotassi

### Vescovi residenti
- Bennato † (menzionato nel 411)
  - Lucullo † (menzionato nel 411) (vescovo donatista)
- Gedalio † (menzionato nel 484)

### Vescovi titolari
- José Melhado Campos † (22 febbraio 1965 - 8 gennaio 1973 succeduto vescovo di Sorocaba)
- Tadeusz Józef Zawistowski † (12 maggio 1973 - 1º giugno 2015 deceduto)
- Cristián Carlo Roncagliolo Pacheco, dal 23 marzo 2017